# Natação artística no Campeonato Europeu de Esportes Aquáticos de 2022 - Rotina livre solo masculino
A prova da rotina livre solo masculino da natação artística no Campeonato Europeu de Esportes Aquáticos de 2022 ocorreu no dia 14 de agosto no Foro Italico, em Roma na Itália. 

## Calendário
| Fase  | Data         | Hora  |
| ----- | ------------ | ----- |
| Final | 14 de agosto | 10:30 |

Todos os horários estão no horário local (UTC+1)

## Medalhistas
| Ouro                   | Prata                       | Bronze                     |
| Giorgio Minisini (ITA) | Fernando Díaz del Río (ESP) | Quentin Rakotomalala (FRA) |

## Resultado final
Esse foi o resultado da final.
| Pos.              | Nadador               | Nacionalidade | Pontos  |
| ----------------- | --------------------- | ------------- | ------- |
| Medalha de ouro   | Giorgio Minisini      | Itália        | 88.4667 |
| Medalha de prata  | Fernando Díaz del Río | Espanha       | 83.3333 |
| Medalha de bronze | Quentin Rakotomalala  | França        | 78.0000 |
| 4                 | Ivan Martinović       | Sérvia        | 68.5333 |